# One Prudential Plaza
El One Prudential Plaza (más conocido como "Prudential Building") es un rascacielos situado en Chicago, Illinois, Estados Unidos. Su diseño fue realizado por el estudio de arquitectura Naess & Murphy, precursor de C. F. Murphy & Associates y posteriormente Murphy/Jahn Architects.
Posee una altura de 183 metros, 41 pisos y 30 ascensores.